# Penzlin
Penzlin ( udtale ) er en by i Landkreis Mecklenburgische Seenplatte i Mecklenburg-Vorpommern, Tyskland. Det ligger 13 km sydvest for Neubrandenburg og 27 km øst for Waren. I juli 2008 absorberede den den tidligere kommune Alt Rehse, i juni 2009 de tidligere kommuner Groß Vielen, Groß Flotow, Marihn og Mollenstorf, i januar 2011 Klein Lukow og i januar 2012 Mallin.

## Geografi
Byen ligger i den østlige udkant af Müritz Nationalpark, 28 km øst for Waren og 110 km nord for Berlin. Den Großer Stadtsee i den sydøstlige del af Penzlin, en sø i Mecklenburgische Seenplatte, er ligesom de andre søer i søområdet et produkt af de seneste isfremstød fra Weichsel-istiden.